# کوراچ کاپ
فیبا کوراچ کاپ (انگلیسی: FIBA Korać Cup) رقابت‌های سالانه باشگاه‌های بسکتبال در اروپا که توسط فیبا که بین ۱۹۷۱–۱۹۷۲ و ۲۰۰۱–۲۰۰۲ برگزار شد. این تورنمنت سومین سری معتبر باشگاه‌ها در بسکتبال اروپا بود.